# Acfred av Akvitanien
Acfred av Akvitanien, död 927, var hertig av Akvitanien mellan 926 och 927.